# Stryschawka
Stryschawka (ukrainisch Стрижавка; russisch Стрижавка Strischawka, polnisch Strzyżawka) ist eine Siedlung städtischen Typs in Podolien in der Ukraine mit etwa 9000 Einwohnern (2012).

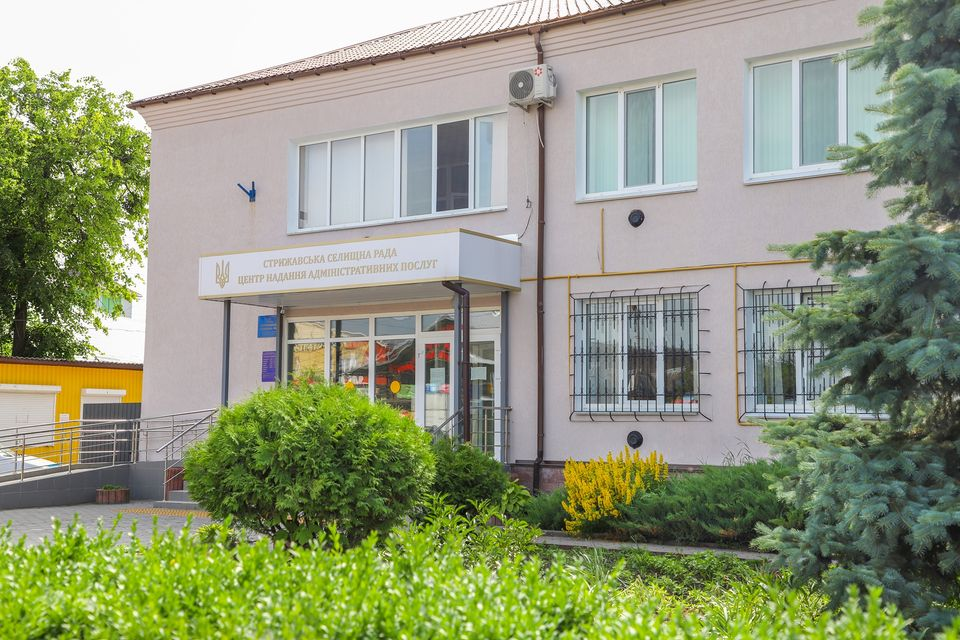
Verwaltungsgebäude im Ort

## Geographie

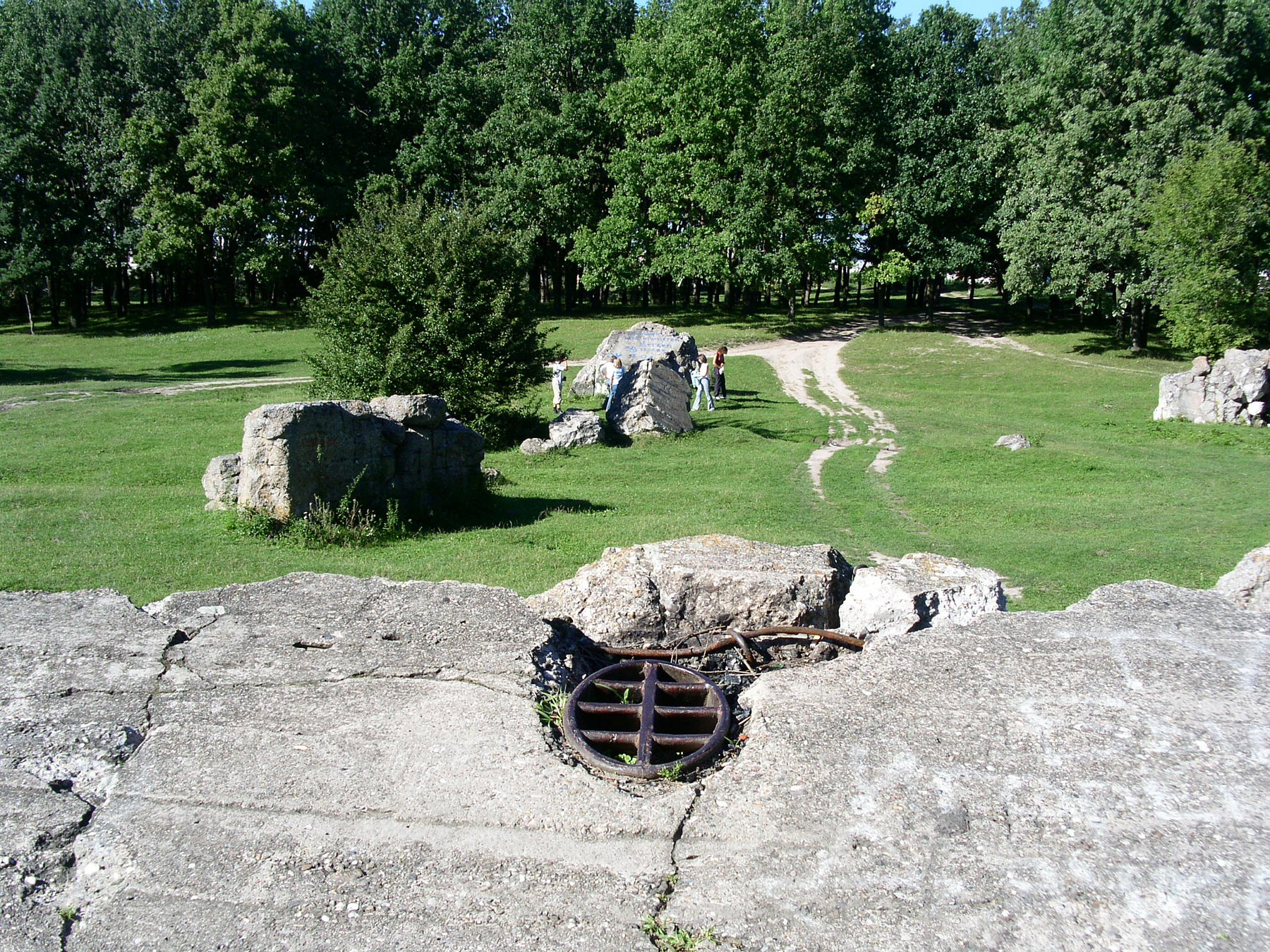
Überreste des FHQ „Werwolf“ in Stryschawka

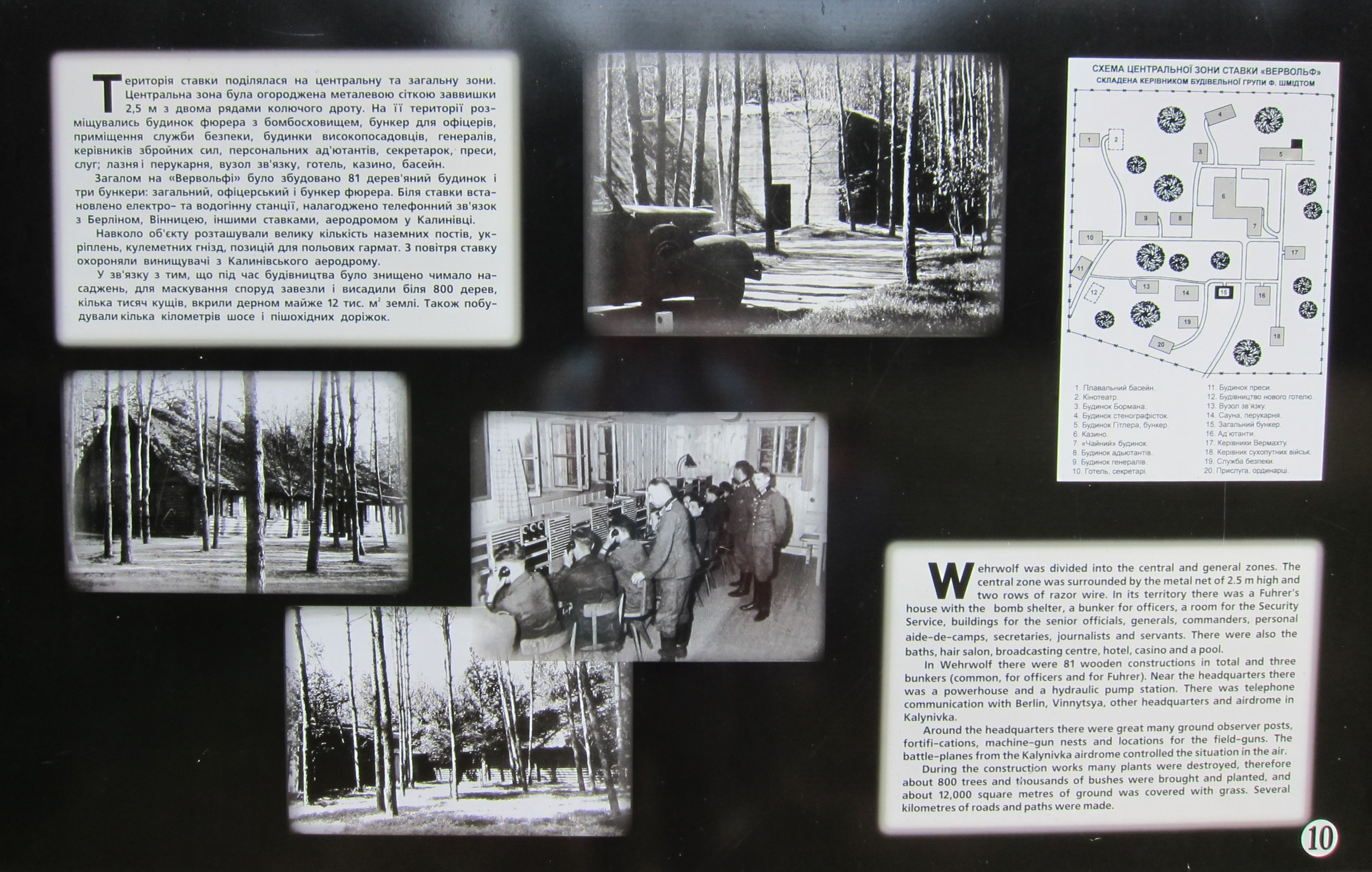
Informationstafel zum FHQ in der Gedenkstätte

Stryschawka liegt in der Oblast Winnyzja am Ufer des Südlichen Bugs an der Fernstraße M 21, 9 km nördlich des Oblastzentrums Winnyzja.

## Geschichte
Die 1552 gegründete Ortschaft erhielt 1984 den Status einer Siedlung städtischen Typs. In der Siedlung befand sich zu Ende des Zweiten Weltkriegs das
Führerhauptquartier Werwolf. Heute befindet sich im Ort eine Gedenkstätte für die Opfer des Faschismus.

## Verwaltungsgliederung
Am 12. Juni 2020 wurde die Siedlung zum Zentrum der neugegründeten Siedlungsgemeinde Stryschawka (Стрижавська селищна громада/Stryschawska selyschtschna hromada). Zu dieser zählen auch die 11 in der untenstehenden Tabelle aufgelisteten Dörfer sowie die Ansiedlung Slawne, bis dahin bildete sie zusammen mit der Ansiedlung Slawne die gleichnamige Siedlungsratsgemeinde Stryschawka (Стрижавська селищна рада/Stryschawska selyschtschna rada) im Norden des Rajons Winnyzja.
Folgende Orte sind neben dem Hauptort Stryschawka Teil der Gemeinde:
| Name                     | Name               | Name                                       |
| ukrainisch transkribiert | ukrainisch         | russisch                                   |
| ------------------------ | ------------------ | ------------------------------------------ |
| Bruslyniwka              | Бруслинівка        | Бруслиновка (Bruslinowka)                  |
| Doroschne                | Дорожне            | Дорожное (Doroschnoje)                     |
| Lawriwka                 | Лаврівка           | Лавровка (Lawrowka)                        |
| Medwidka                 | Медвідка           | Медведка (Medwedka)                        |
| Misjakiwski Chutory      | Мізяківські Хутори | Мизяковские Хутора (Misjakowskije Chutora) |
| Penkiwka                 | Пеньківка          | Пеньковка (Penkowka)                       |
| Pereorky                 | Переорки           | Переорки (Pereorki)                        |
| Pidlisne                 | Підлісне           | Подлесное (Podlesnoje)                     |
| Slawne                   | Славне             | Славное (Slawnoje)                         |
| Sossonka                 | Сосонка            | Сосонка                                    |
| Supruniw                 | Супрунів           | Супрунов (Suprunow)                        |
| Tjutjunnyky              | Тютюнники          | Тютюнники (Tjutjunniki)                    |